# Crinia georgiana
A Crinia georgiana a kétéltűek (Amphibia) osztályának békák (Anura) rendjébe, a Myobatrachidae családba, azon belül a Crinia nembe tartozó faj.

## Előfordulása
Ausztrália endemikus faja. Ausztrália Nyugat-Ausztrália államának délnyugati csücskében honos. Elterjedési területének mérete körülbelül 115 300 km².

## Megjelenése
Közepes termetű békafaj, testhossza elérheti a 45 mm-t. Háta szürke, barna, vörösesbarna, krémszínű vagy majdnem fekete, néha sötétebb foltokkal vagy csíkokkal. Néha a háta közepén egy hosszanti csík húzódik. A szemhéjak vörösek vagy aranyszínűek. A hasa fehér, a hím torka sötétbarna. Pupillája  vízszintes, szivárványhártya aranyszínű. A hónalj, az ágyék, valamint a combok elülső és hátsó része élénkpiros. Az ujjak és a lábujjak úszóhártya nélküliek, mindkettő korong nélküli. A hím karja határozottan nagyobb, mint a nőstényé.

## Életmódja
Júliustól októberig szaporodik. A petéket egyenként rakja le időszakos pocsolyákba vagy szivárgó vizekbe. Az ebihalak elérhetik a 2,5 cm hosszúságot, és fekete, szürke vagy aranybarna színűek, némi ezüstös foltokkal. Gyakran a víztestek alján maradnak, és körülbelül egy-másfél hónap alatt fejlődnek békává.

## Természetvédelmi helyzete
A vörös lista a nem fenyegetett fajok között tartja nyilván. Legalább egy védett területen megtalálható.